# Guéhiébly
Guéhiébly  è una città e sottoprefettura della Costa d'Avorio appartenente al dipartimento di Duékoué. Conta una popolazione di 51 933 abitanti (censimento 2014).